# Pietro III Candiano
Pietro III Candiano – doża Wenecji od 942 do 959.